# Oragua maculifera
Oragua maculifera är en insektsart som beskrevs av Young 1977. Oragua maculifera ingår i släktet Oragua och familjen dvärgstritar. Inga underarter finns listade i Catalogue of Life.